# Василије I Македонац
Василије I Македонац је био оснивач једне од најзначајнијих средњовековних византијских династија, Македонске династије. Био је пореклом из Тракије. Владао је од 867. до 886. године.
Вратио је углед Византији и ратовима је проширио власт на цело Балканско полуострво, до Саве и Дунава, остављајући словенским владарима вазалну власт. Ојачао је византијску морнарицу; сузбио је Арабљане и њихова гусарења на обалама Грчке и Далмације. Збацио је цариградског патријарха Фотија и привремено је зауставио црквени расцеп између Рима и Цариграда.
Пошто је хришћанство сматрао средством византијског политичког утицаја, одлучније је приступио ширењу хришћанства у западном делу Балканског полуострва. Српски кнез Мутимир и хрватски кнез Здеслав, признавши врховну византијску власт, прихватили су да приме византијске хришћанске мисионаре у своју земљу, чиме је убрзан процес покрштавања Срба и Хрвата.

## Младост

### Порекло династије
Историчари који су живели на двору цара Константина VII, унука Василијевог, радо су за тога оснивача династије састављали пристојан и чак знаменит родослов. По њима, славни василеус водио је порекло по оцу од јерменске краљевске куће, по мајци је био у сродству са Константином и чак с Александром Великим. Истина изгледа да је била далеко скромнија. Василије је био врло ниског рода; рођен је око 812. год. од сиромашних досељеника јерменскога порекла, у незнатној сељачкој породици, коју су прилике довеле у Македонију; ту је породицу бугарски рат упропастио и очева смрт, последња несрећа, оставила је сасвим без средстава. Василије, оставши једина потпора своје мајке и сестара, имао је тада двадесет и пет или двадесет и шест година. То је био висок и јак момак, чврсте песнице, снажних плећа; густа коврџава коса окружавала је његово енергично лице. Сасвим неписмен уосталом, — он није знао ни да чита ни да пише, — то је пре свега била једна лепа људска животиња. То је било довољно да му осигура срећу.
Византијски хроничари, који су врло волели натприродно, брижљиво су испричали предсказивања која су прорекла будућу величину Василијеву: како га је, једног лепог летњег дана, кад је он заспао на њиви, један орао крстарећи изнад детета заклонио сенком својих крила; како је његова мајка у сну видела где из њене утробе излази једно златно дрво пуно златног цвећа и воћа, које је постало огромно и бацало сенку на целу кућу; и како јој се, други пут, у сну појавио свети Илија Тезбит под цртама једног високог старца с белом брадом, из чијих је уста лизао пламен, и како је пророк предсказао мајци сјајну судбину која је чекала њенога: сина. Сујеверје византијског друштва радо је шарало тим чаролијама младост великих људи, и оно је искрено веровало у вредност тих предсказивања. У ствари, Василије Македонац требало је да успе у животу помоћу других средстава и других особина: својим вештим и гипким умом, својом енергијом која није презала ни од чега, упливом своје снаге, и најзад помоћу жена, које су неодољиво подлегале његовим атлетским дражима. Шимун Милиновић пише да су се Неретљани обратили популарном цару родом Славену Васиљу I молећи га да би им свештенике послао (Хрватске успомене из Далмације, pp. 269.).

### Василије пред црквом Светог Диомеда
У својој сиромашној земљи Македонији, Василије, принуђен да се брине о породици, брзо увиде да земљорадња никако није довољна да исхрани њега и његове, и он прво ступи у службу код намесника покрајине. Затим, оде у Цариград да потражи срећу, и ту му прилике притекоше у помоћ, како се само може пожелети.
Отприлике око 840. године, када је цар Теофило на престолу седео са својом супругом Теодором, један младић сиромашно одевен, али коме су његов висок стас, снажан састав, и препланула боја лица давали прилично достојанствен изглед, улазио је једног вечера, са торбом на леђима и штапом у руци, у Цариград, кроз Златна Врата. Била је недеља, и ноћ је била близу. Преморен и прашњав, путник леже под трем оближње цркве Светог Диомеда и ту убрзо дубоко заспа. А преконоћ, игуман манастира, коме је припадала црква, трже се иза сна, и чу неки глас који му говораше:
Устани, и иди отвори цару врата од цркве.
Калуђер послуша; али пошто у дворишту не виде никога до једног убогог ђавола у дроњцима, опруженог на плочама, помисли да је сањао и врати се да легне. Онда, по други пут, глас га пробуди иза сна и понови му исту заповест; и опет уставши и не видевши ништа до издрпаног спавача, он се врати у постељу. Онда, по трећи пут, заповеднички глас јаче одјекну у тишини и у исто време, да не би посумњао да је будан, игуман доби груб и тајанствен ударац песницом у ребра. Глас је заповедао.
Устани, уведи онога што лежи пред вратима. Он је цар.
Сав дрхћући, свети човек журно изиђе из ћелије, сиђе и зовну непознатог. Сада младић одговори тргнувши се.
Ево ме, господару, шта заповедаш твоме робу?
Игуман га позове да пође за њим и посади га за свој сто; ујутру му даде да се окупа и изнесе му ново одело; и како путник, изненађен, не могаше да разуме од куда га обасипају толиком пажњом, калуђер му, у поверењу, откри тајну његове будућности и замоли га да му од тада буде пријатељ и брат.
Игуман Светога Диомеда, који га је прихватио, имао је једнога брата, лекара по занимању; овај виде младића у манастиру, нађе да је личан и добро развијен, и препоручи га једноме своме пацијенту, рођаку царевом и Вардасовом, који се звао Теофило и кога су због његовог малог раста прозвали Теофилицес (мали Теофил). Тај мали човек имао је једну страст: то је да држи у својој служби људе високога стаса, херкулске снаге, које је облачио у сјајно свилено одело, и ништа му није чинило веће задовољство но да се покаже пред светом са својом свитом од џинова. Чим су му проговорили о Василију, он хтеде да га види и, очаран његовом лепотом, одмах га « погоди да му гледа коње, и пријатељски га крсти надимком Кефалас — што ће рећи: »јака глава«.

### Теофилацес и Даниелида
Василије остаде неколико година у кући Теофилицесовој, и за то време је имао један доживљај који му је сасвим осигурао срећу. Како је његов господар био послат мисијом у Грчку, Василије га је пратио, као коњушар; али на путу он се разболи и мораде се задржати у Патрасу. Тамо наиђе на Даниелиду. Даниелида је била богата удовица, већ мало зрела; имала је, кад ју је Василије познао, великога сина, а изгледа да је чак имала и унучиће. Али њено богатство било је за причу, »краљевско богатство«, вели један хроничар, »пре него приватног човека«. Имала је робова на хиљаде, огромна имања, небројена стада, радионице у којима су жене ткале дивне свиле, прекрасне ћилиме, изванредно танко ланено платно. Њена кућа је била пуна скупоценог златног и сребрног посуђа; њени сандуци напуњени сјајним оделом; њени ковчези набрекли од комада драгоцених метала. Она сама држала је велики део Пелопонеза и, по речима једнога историчара, она је заиста изгледала да је »краљица те земље«. Волела је раскош, параде: кад је ишла на пут, никад се није служила колима ни коњем, имала је носиљку, и пратили су је три стотине младих робова, који су је наизменце носили. Исто тако волела је лепе људе: тиме је Василије привукао њену пажњу. Толико стоји да га је она лепо примила у својој кући; и кад се Василије најзад морао решити да пође, она му даде новаца, лепога одела, тридесет робова да га служе; с тиме је убоги ђаво постао велики господин, и могао је играти улогу у свету и куповати имања у Македонији.
Никада он уосталом није заборавио своју добротворку. Кад се, неких двадесет година доцније, попео на престо, прва му је брига била да Даниелидином сину дâ једно високо достојанство, затим позва стару госпођу, »која је, веле, ватрено желела да још једаред види цара«, да му учини посету у престоници. Он је прими као владарку у палати Магнаур, и свечано јој даде титулу мајке василеусове. Са своје стране, Даниелида, увек дарежљива, донела је собом скупоцене дарове за свога старога пријатеља; она му поклони пет стотина робова, сто евнуха, сто необично вештих везиља, сјајне тканине и шта ти још знам. Она учини и нешто боље. Василије је у то време градио Нову Цркву; она хтеде да се придружи том побожном делу и даде откати у пелопонеским радионицама молитвене ћилиме, који ће покрити сав под цркве. Најпосле, она обећа да у своме тестаменту неће заборавити сина њеног некадашњег љубимца. После тога она се врати у Патрас; али сваке године, докле год је Василије живео, долазили су му из Хеладе велелепни дарови које му је слала његова стара пријатељица; а кад он умре, пре ње, она пренесе на владаочевог сина наклоност коју је била посветила оцу. Она дође још једанпут у Цариград да га види, и у своме тестаменту наименова га својим општим наследником. Кад је царски пуномоћник послат да састави инвентар наследства стигао кући Даниелидиној, он застаде пренеражен једним тако баснословним богатством. Да се и не помиње кован новац, адиђари, скупоцено посуђе, хиљаде робова — цар је од њих ослободио три хиљаде које је послао као насељенике у јужну Италију, — василеус лично наследио је више од осамдесет добара. Види се какво је у IX веку било богатство византијске царевине, каква су огромна имања имале оне велике породице провинцијске аристократије, које су играле тако велику улогу у историји монархије.

### Долазак на двор
Вративши се из Патраса у Цариград, Василије понова оде код Теофилицеса у службу, кад га један непредвиђен случај приближи цару. Једнога дана, рођак Михаила III, патриције Антигон, син Вардасов, давао је у част свог оца свечан ручак; позвао је био много својих пријатеља, сенатора, угледних личности, и исто тако бугарске посланике који су се у пролазу десили у Византији. По обичају на византијским гозбама, при крају обеда дођоше хрвачи да разоноде госте својим вежбама. Онда Бугари, са својом уобичајеном разметљивошћу и може бити распаљени добрим ручком, почеше хвалити извесног атлета њихове народности, изјавивши да је то непобедив човек и да ће он савладати свакога ко му противстане. Ухватише их за реч: и заиста варварски борац обори све супарнике. Византинци су били доста понижени, и још више надражени, кад Теофилицес, који је био на ручку, поче:
Ја имам у служби једнога човека, који ће, ако желите, издржати борбу са вашим славним Бугарином. Јер заиста било би мало стидно за Римљане да тај странац оде кући, не нашавши достојног такмаца.
Примише; зовнуше Василија; дворану брижљиво посуше песком да начине угодно земљиште за два борца, и борба поче. Снажном руком Бугарин се напреже да подигне Василија са земље и да га доведе да изгуби равнотежу; али још снажнији, Византинац. диже њега, окрете га живо око себе, и вештим хицем, чувеним тада у борачким дворанама, баци на земљу свога супарника, онесвешћеног и прилично повређеног.
Овај подвиг привуче на Македонца пажњу дворских људи. А на неколико дана потом цар доби на дар од неког провинцијског намесника, једног врло лепог коња; и одмах је хтео да га проба. Али кад се владар приближи животињи и хтеде да му отвори уста, да бу му прегледао зубе, коњ се ужасно пропе, и ни цар ни његови коњушари нису га могли савладати. Михаило III био је врло незадовољан, кад се умеша услужни Теофилицес: »Ја имам код куће, Господару, једнога младог човека врло вештог да рукује коњима; ако Ваше Величанство жели да га види, он се зове Василије«. Из двора одмах послаше по Македонца, и тада, »као други Александар на другом Букефалу«, по изразу једнога историчара, »као Белерофон на Пегазу«, он. скочи на леђа животињи и за неколико тренутака сасвим је укроти. Василеус је био усхићен: није се смирио док му Теофилицес није уступио тог лепог момка, који је био тако добар коњушар и тако снажан борац. И горд својом тековином, он одведе Василија да га представи својој мајци Теодори и рече јој:
Ходите да видите, каквог сам лепог човека нашао.
Али царица, пошто је дуго посматрала новога љубимца свога сина, рече тужно:
Камо среће да никада нисам видела тога човека! Он ће уништити нашу лозу.
Теодора је имала право. Тај атлет, који је умео да се допадне женама, сад је имао да покаже да је способан и за друге ствари. Око 856. он је ступио у службу Михаила III: једанаест година доцније он је био цар.

### Вардас преузима власт
У тренутку кад је Василије дошао на двор, Вардас, ујак василеусов, постајао је свемоћан. Убиство Теоктитосово, Теодорино повлачење од света, учинили су ускоро од њега правог поглавара владе; и једно за другим наименован за магистра и врховног команданта војске, ускоро за куропалата, најзад готово придружен царству са титулом Цезара, он је владао као господар под именом Михаила III.
И поред својих порока, Вардас је био човек одличних способности. Грамзиво славољубив, страсно жудан власти, богатства и раскоши, он је ипак желео да се покаже као добар администратор, строг судија, неподмитљив министар; и самим тим, и поред недостатка савести и његове дубоке неморалности, он је постао врло популаран. Врло уман, он је волео књижевност, интересовао се за науке. Њему припада част за оснивање славног универзитета Магнаура, где је позвао најчувеније научнике свога времена; ту се предавала граматика, философија, геометрија, астрономија; а да би подстакао заузимљивост професора и ревност ученика, Вардас је правио честе посете школи и пажљиво пратио рад. Он је међу своје присне пријатеље убрајао славнога Лава Солунског, великог математичара, чувенога философа и лекара, једнога од највећих духова IX века, и који је, као сви велики научници средњега века, уживао код својих савременика доста зао глас врачара и мађионичара. А без сумње, с друге стране, Вардас је саблажњавао варош и двор; са својом снахом одржавао је врло сумњиве односе, и то је чак био први узрок великоме сукобу који је букнуо између папског посланика и патријарха Игњатија, кад је првосвештеник сматрао за дужност да забрани свемоћном регенту приступ у Свету Софију. Али у главном и сами непријатељи Вардасови принуђени су да признају његове високе способности. Под. његовом управом постигнути су знатни војнички. успеси против Арапа; дрски напад на Цариград. који су покушали Руси био је снажно одбијен; а нарочито, уз припомоћ патријарха Фотија, Игњатијевог наследника, Вардас је постигао славу да успешно изведе велико дело хришћанских мисија, које је однело еванђеље Моравцима и Бугарима, под његовом заштитом су Ћирило и Методије, словенски апостоли, предузели велико дело, којим је читава једна раса била придобијена за православље.

### Цар Михаило Пијаница
Док је Цезар тако владао, цар је продужавао да тера своје лудости. Он је расипао на смешне трошкове новац који су скупили његови родитељи; он је зачуђавао и вређао престоницу својим необузданим склоностима ка тркама и коњима. Дао је саградити једну величанствену шталу, украшену као двор најскупоценијим статуама, и тиме се више поносио него и сам Јустинијан што је сазидао Свету Софију. Живео је у друштву кочијаша, обасипајући их златом, уживајући да лично кумује њиховој деци; он сам у кочијашкој хаљини председавао је тркама хиподрома и често је, по нарочитој стази у палати Светога Мамаса, сам трчао, приморавајући царске великодостојнике да чине што и он и да узму боје циркуса, да би се с њиме такмичили за награду. И, да би поруга била још саблажњивија, једна икона Богородичина намештена на царски престо, заузимала је место василеуса и председавала светковини.
Кад се Михаило III проводио, никако није допуштао да га, ни под каквим изговором, ко узнемирава. Једнога дана кад је био на хиподрому, јавише му да су Арапи заузели азијске области, и како је гласник врховног заповедника са стрепњом очекивао, стојећи пред василеусом, владалачке заповести:
Али каква дрскост, узвикну одједном цар, доћи и говорити ми о тим стварима, кад сам ја сав заузет једном трком од највеће важности, и кад има да се реши да ли се десне двоколице неће сломити на завијутку.
Између границе Киликије и престонице постојао је неки систем сигнала ватром, нека врста оптичке телеграфије помоћу које се могло хитно јављати о упаду муслимана: Михаило III даде га разорити, наводећи да то у дане свечаности расејава народ и да рђаве вести тако достављене сметају гледаоцима, растужујући их, да потпуно уживају у задовољству игре. Зна се већ о његовом разврату и шалама ко]е је измишљао са својом пратњом од дворских будала и лакрдијаша; зна се о његовом пијанству, које му је у историји стекло надимак Михаило Пијаница, и како је, после пића, не знајући више добро шта равнодушно говори, изрицао смртне казне или проналазио чисте лудости. Једини начин да му се неко допадне био је да се придружи тим чудноватим забавама, и, свако се на двору трудио да му угоди. Прича се да је и сам патријарх Фотије налазио да су царева увесељавања врло забавна и радо је, да би му угодио, пио за столом још више него он. У сваком, случају, Василије је брзо разумео да је ту начин да осигура себи срећу.

### Василије као велики штитоноша
Он је вешто помагао у свему, пристајао на све и користио се свачим. Године 856. звање великог штитоноше остаде празно, пошто је његов власник био у завери против цара: то место доби Василије. 862. први коморник Дамјанос, стари пријатељ Вардасов, буде смењен, пошто се огрешио о поштовање према Цезару, са којим је био у завади: Василије наследи то место од поверења, које онога који га заузима доводи у тесну везу са владаоцем. Михаило III, уосталом, обожавао је свога љубимца;, он је говорио онима који су га хтели слушати да му је једини Македонац одан и веран служитељ. И зато га он начини патрицијем, и најпосле га ожени. У ствари, Василије је већ имао жену, Македонку као и он, која се звала Марија; василеус га примора да се разведе, и Марија би, са нешто новаца, испраћена у свој родни крај. После тога, цар ожени свога пријатеља својом милосницом Евдокијом Ингерином.
То је била врло лепа жена, којој је Михаило био милосник већ више година и коју је још једнако волео: и зато, кад ју је удавао, поставио је услов да је задржи за милосницу, и уговора су се тако тачно придржавали, да независни хроничари без увијања приписују цару очинство прва два детета Василијева. Дворски писци, природно ћутљивији у једном тако тугаљивом питању, напротив, радо су хвалили не само лепоту и љупкост Евдокијину, него још и њену мудрост и врлину; само њихово задржавање на томе показује да је то било једно болно место, мало тегобно за Македонски Дом. Василије једини изгледа да се без муке прилагодио томе неугодном положају; уосталом, имао је где да се утеши. Он је био милосник Текле, цареве сестре; и Михаило III затворио је очи на ту везу, као што је Василије затварао очи на прељубу своје жене. И то је био најлепши брак у четворо што се може замислити.

### Смрт Вардасова
Василије, може се мислити, није без рачуна показивао толику услужност. У томе македонском пустолову, тако добром дворанину и тако савитљивом, Вардас је добро прозрео скривено славољубље које себи крчи путеве. После пада Дамјаносова је он говорио својим пријатељима:
Ја сам отерао лисицу, али, на њено место, увео сам лава, који ће нас све прождерати.
И заиста, између љубимца и министра ускоро се заметну огорчена борба. Василије се трудио да убеди цара да му Цезар ради о глави: али се Михаило само смејао на те бесмислене оптужбе. Тада, да би дошао до циља, смутљиви Македонац потражи саучесника; он се нађе са Симватиосом, властитим зетом Вардасовим, и под најстрашнијим заклетвама достави му да му је цар, који га јако цени, врло наклоњен, али да се једини његов таст противи његовом праведном унапређењу. Кад то сврши, он продужи да сплеткари код цара, и, да би поткрепио своје исказе, он се позове на Симватиоса, који се, заведен и бесан, није устезао да се с Василијем закуне како Вардас заиста склапа завере. Јако поколебан тим изјавама, Михаило III мало помало помири се с мишљу да предузме кораке против министра. Али је Цезар био моћан; у Цариграду су га поштовали толико исто и још више него цара; преко свога сина Антигона, главног заповедника гарде, он је држао престоничке трупе; покушати у Византији удар против њега било је осудити се унапред на сигуран неуспех. Да би нашли згодну прилику, требало је удаљити Вардаса од његових присталица; наговорише дакле цара, да објави поход на Азију, против Арапа; дужан да прати василеуса, Вардас се тако без одбране предавао у руке својим непријатељима.
Цезар је био извештен о свима тим сплеткама и у његовој околини саветовали су му чак да се брани, да смело изјави како неће пратити цара са војском. Разуме се да су сујеверне душе откриле такође свакојаке злокобне предзнаке, који су предсказивали скори крај министров. Причало се како је у цркви, док је био удубљен у молитве, одједном осетио позади неку невидљиву руку, где му трза са рамена свечани плашт. Злослутно су тумачили неочекивани поклон који му је скоро била послала његова сестра Теодора: то је била једна одећа извезена златним јаребицама и која случајно није била довољно дугачка; погађачи су се сложили у томе да јаребица значи издајство, и да сувише кратко одело указује на скору смрт. И сам Вардас имао је узбуђујуће снове. Видео је себе како улази у Свету Софију поред цара, на дан једне свечане литије, и у апсиди цркве, одједном, спази Светога Петра где седи на престолу међу анђелима, и код његових ногу патријарха Игњатија како тражи правду против својих гонилаца. И апостол, пруживши мач једном службенику свом одевеном у злато, постави цара себи с десне стране, Цезара с леве, и заповеди да га ударе мачем. Али Вардас је био сувише паметан, сувише слободоуман, да би придавао много важности тим случајностима. А и цар и његов љубимац нису ништа штедели да му улију поверење и сигурније га увуку у клопку. Пре поласка, обојица одоше са Цезарем у цркву Свете Марије Калкопратије, и ту, у присуству патријарха Фотија, који прими њихову заклетву, обојица се свечано заклеше на Христову крв да се Вардас нема од њих ничега бојати. Готово убеђен, регент се реши да пође са двором: Василије, три пута кривоклетник, био је дошао до свога циља.
Хроничари наклоњени македонској династији све су учинили да оправдају Василија за злочин према Вардасу, и трудили су се да покажу како он није играо никакву улогу у томе озбиљном догађају. Истина је сасвим друкчија. Војска и двор били су прешли у Азију. Василије, са неколико завереника, са својом браћом, рођацима, присним пријатељима, које је придобио за своје планове, био је готов да приступи послу чим му цар буде издао заповест; и, да би убрзали догађај, његови саучесници и он подстицали су Михаилову злу вољу против његовога ујака, и указивали на дрскост Цезареву, чији је шатор био подигнут на једном брежуљку који је надвишавао царев шатор. Вардас је знао све о завери која се ковала; али, са лепим презирањем опасности, он је опомене својих пријатеља називао бесмислицама, и, верујући у моћ свога анђела чувара, рачунао је да се његови непријатељи неће усудити. Да би изгледао достојанственији, он обуче раскошно одело, и, на коњу, са многобројном свитом, оде рано ујутру, по обичају, цару на подворење. Василије га је чекао. Према његовом положају великога коморника, његова је дужност била да прими Цезара и да га уведе код василеуса, водећи га за руку. Ушавши под шатор, Вардас седе поред владаоца и започе се разговор. Тада једним погледом Михаило показа својим вернима да је тренутак дошао. На тај миг, логотет Симватиос изиђе из царског шатора и, начинивши на своме лицу знак крста, тим унапред уговореним покретом, извести убице и уведе их у дно шатора. Већ је Василије, стојећи иза Вардаса, и једва се уздржавајући, упућивао министру претеће покрете, кад се Цезар одједном окрете и разумеде. Осећајући да је изгубљен, он се баци пред ноге Михаилу, преклињући га да га спасе. Али Василије узе мач у руку; на тај знак завереници јурнуше, и пред очима неосетљивог или немоћног цара, они исекоше на комаде несрећног Цезара. Толико су се били окомили на тај раскрвављени леш, да су после једва могли покупити неколико безобличних остатака, који су сахрањени у оном истом манастиру Гастрији, где се Теодора, по заповести свога брата, морала некад повући.
Званично причање овог догађаја, очевидно састављено да оправда то подло убиство, тврди да су завереници, после дугог устезања, тако поступили само да спасу цару угрожени живот, и да је у тишми која је настала после убиства, Михаило III био изложен најозбиљнијој опасности. Али та прича није преварила никога. Без сумње, патријарх Фотије, добар дворанин, похитао је да честита цару што се извукао из тако велике опасности; народ, искренији, и који је волео Вардаса, викао је при пролазу владара:
Лепо си се провео на путу, василеусе, ти који си убио свога рођака и пролио крв својих сродника. Тешко теби! Тешко теби!

### Василије као савладар цара
Василије је победио. Неколико недеља доцније, дар, који није имао деце, усвоји га и подиже до достојанства магистра; мало после, он га придружи престолу.
На дан Духова 866. године народ с чуђењем виде да се дижу два престола у Светој Софији, и беспослени људи били су врло радознали шта то може бити, говорећи да има само један василеус. Све се ускоро разјасни. У уобичајени час, царска поворка уђе у саборну цркву: Михаило III ишао је на челу, у свечаном оделу; Василије је ишао за њим носећи знаке и мач првога коморника. Чврстим кораком владалац дође до иконостаса и стаде на највише степене; испод њега Василије застаде; ниже се наређаше царски секретар, велики начелник двора или препозит, поглавари стража, који су представљали званичан народ. И тада, у присуству двора и сакупљене гомиле, царски секретар прочита василеусов извештај:
Вардас Цезар, гласио је тај докуменат, склопио је заверу против мене да ме убије, и зато ме је одвео изван престонице. И да није било пријатељских опомена од Симватиоса и Василија, мене више не би било међу живима. Али он. је погинуо као жртва свога греха. Ја дакле наређујем да Василије, мој верни слуга, који чува моје величанство, који ме је ослободио мога непријатеља, и који ме воли, буде убудуће чувар и администратор моје царевине и да буде од свију поздрављан као цар.
Василије, врло узбуђен, проли сузе на ово саопштење, које га без сумње није изненадило. А Михаило, предавши своју сопствену круну патријарху, који је благослови, стави је затим на главу Василију, док су му начелници огртали плашт и обували црвене чизме. И народ повика по пропису:
Живели цареви Михаило и Василије.
Благодарност никада није била главна врлина Македончева. Како су његови дојучерашњи саучесници, нарочито Симватиос, захтевали свој део власти и почасти, пошто му више нису били потребни, он их, без устезања, одгурну; и кад се они, незадовољни, побунише, он их строго казни за њихову побуну. Али са једним владаоцем као што је био Михаило, и благонаклоност најтемељнија на изглед, била је увек неизвесна: у толико више што су се многи дворски људи, суревњиви на брзо уздизање љубимчево, трудили да га изобличе код цара и да га увере како му његов нови друг ради о глави. Узалуд је Василије, да би сачувао његово поверење, чинио што треба, присуствовао царским гозбама, пијући с њиме, допуштајући му сваку слободу са његовом женом Евдокијом: са несталним и променљивим духом као што је био Михаилов, он се без престанка морао бојати за своју власт, па и за сам свој живот.
Он ускоро сасвим јасно осети опасност која му је претила. Једно вече, да би се прославила победа коју је василеус однео на тркама, давала се свечана вечера у палати Светога Мамаса. При крају обеда, један од присутних, патриције Василисцианос, кога је владалац радо гледао, поче честитати цару што је са толико вештине и среће терао своја кола. Онда Михаилу, већ мало пијаном, дође једна смешна мисао, као што су му често долазиле после пића, па рече патрицију:
Устани, скини ми моје црвене чизме и навуци их себи.
Овај је, збуњен, гледао Василија, као да тражи од њега савета; онда му василеус, планувши, заповедничким гласом нареди да сместа послуша; затим, окренувши се своме ортаку, рече му подругљиво:
Бога ми, изгледа ми да њему боље стоје него теби.
Потом поче да саставља стихове у част свога новога љубимца. Па је почео певати:
Погледајте га сви и дивите му се. Зар није достојан да буде цар? леп је; круна му лепо стоји; све се стекло да увелича његову славу.
Василије, огорчен, гутао је свој бес ћутећи; Евдокија, сва у сузама, покушавала је да уразуми Михаила, говорећи:
Велика је ствар, Господару, царско достојанство: не би га требало срамотити.
Али Михаило, све више пијан, одговараше смејући се:
Не брини ти о томе, ћерко. Свиђа ми се да начиним Василисцианоса царем.
Можда је и Теодора, која је, изгледа, опет била ушла у милост код сина, бушкала против Василија, и гледала да га обори. Тек, то стоји да је Македонац, осетивши како његов друг хоће да се отргне, сматрао да је време свршити с њиме. Да би оправдао тај последњи чин драме, Константин VII, унук Василијев, трудио се да нам представи Михаила у најцрњим бојама и, у једној жестокој оптужби, покупио је приче о свима његовим лудостима, о свима његовим скандалима, о свима његовим злочинима: ипак није смео да каже каквог је учешћа узео његов деда у убиству човека који је био његов господар и добротвор. И овде међутим истина није ни мало сумњива.

## Владавина
Када се Василије I попео на престо, положај монархије био је још необично тежак: изгледало је да целу државу треба из основа преуредити. Сурови сељак, који се помоћу злочина уздигао до највише власти, он је имао све особине потребне за извршење тога тешког задатка: он је био уман, подједнако желећи да заведе ред у монархији и да јој поврати спољни углед, добар администратор, одличан војник, тежећи изнад свега да потпуно учврсти своју царску власт. За време своје двадесетогодишње владавине он је умео да доведе у ред послове монархије и да, величином учињених услуга, осигура судбину свога дома.

### Спољашња политика
Овај енергични човек успео је, да тешње веже уз Византију не само блиске Бугаре, него и удаљене Хрвате. Он добро чува подручје Царевине. Кад је од Сарацена угрожени Дубровник затражио цареву помоћ, овај је брзо испунио молбу и у Јадранско Море послао јаку флоту. Царев адмирал, Никита Орифас, улази у ближе везе са српским племенима око Дубровника, са Захумцима, Требињцима и Конављанима, и позива их на заједничку борбу против Сарацена, и то не на копну, него и на лађама (869. год.). Упада у очи, да су позвана на сарадњу само племена из јужне Далмације. Севернија, Хрвати и Далматинци, беху ушла у везе са италијанским краљем Лудвигом, и изазвала против себе гнев Византије. Кад су неки "Словени" из тих племена напали и опљачкали папине легате на путу из Цариграда у Јакин, употребише то Грци као добар повод да их нападну и присиле на покорност (871. год.). Неретљани су дуго времена били врло упорни, да промене своје гусарске навике и уопште свој начин живота. Нарочито су били противни хришћанству, у ком су гледали само средство за своје потчињавање. Порфирогенит је оставио помен, да су Неретљани чак били прозвати "паганима", "стога што нису пристали да се покрсте у оно време, кад су се крстили сви Србљи". Цар Василије је, најзад, савладао и њих. Притешњени, они су послали једно посланство цару и затражили крштење, а он им је послао свештенике и примио их под заштиту. Око 878. год. готово сва Далмација враћа се поново под власт цариградског господара, а добрим делом и под власт цариградске цркве. То, истина, не траје дуго, али је значајно за велики замах Василијев.
Дакле, пошто су се Словени населили, они су запосели све земље око Далмације, али су Византински градови заузели острва за обрађивање и живели су од тога, отад су, свакако, свакодневно били заробљавани и уништавани од Пагана, па су напустили она острва и одлучили обрађивати земљу на копну. Али њих су зауставили Хрвати, и то зато што још нису били плаћали данак Хрватима, а редовно су плаћали војном заповеднику оно што сада плаћају Словенима. Спознавши да им је тако немогуће живети, они су побегли цару Василију (867—886) те му рекли све ово. И зато је славни цар Василије одредио да све оно што је до тада плаћано стратегу, они од тада треба да плаћају Словенима и с њима да живе у миру, а тек мало плаћања треба да дају стратегу, као сасвим јасан доказ подређености и подложности цару Византинаца и његовом стратегу. И од тог времена сви су ови градови постали дужни данка Словенима, и они су њима плаћали тачно одређене износе: град Сплит 200 номизмата, град Трогир 100 номизмата, град Диадора 110 номизмата, град Опсара 100 номизмата, град Арбе 100 номизмата, град Бекла 100 номизмата, што даје свеукупан износ од 710 номизмата, осим вина и других добара, која су давања већа од плаћања у новцу. Град Рагуза (Дубровник) смештен је између две земље, Захумље и Травуније, они имају своје винограде у обе земље, па они плаћају архонту (кнезу) Захумљана 36 номизмата, а архонту (кнезу) Травуније 36 номизмата.
За владе цара Василија и бугарског кнеза Бориса-Михаила пада главна активност у христијанизацији Јужних Словена. Највећи део ученика Ћирила и Методија склонио се на Балкан. Једне, који су били продани као робље, откупио је један византијски легат у Млецима и упутио у Цариград. Цар их је тамо лепо примио и једне задржао, а друге упутио у народ. Други су се непосредно спасавали преко Паноније у Бугарску, прошавши кроз Београд, који је тада био у Борисовој власти. Борис их је, као и Василије, примио лепо. Он је с њима добио читав кадар учених и искусних људи, згодних да наставе почето дело хришћанске мисије. Врло је карактеристично, да их је врло мали број задржао у самој Бугарској, него их у већини шаље у најзападнији крај своје државе, тамо на пут према Драчу и Јадранском Мору. Од ученика Методијевих неке знамо по имену и њиховој великој активности. Климент је делао у крају Кутмичевице, око Охрида и Девола, који после њега преузима Наум. Ови ученици Методијеви, нарочито Климент, који је имао седиште у Деволу, развише необичну делатност – легенда говори о 3.500 ђака! – и не само што утврдише хришћанство, него и створише основе књижевности Јужних Словена, а посебно Срба и Бугара. Климент је делао у том западном крају и од 893. год, кад је постао епископ ближе неутврђене дремичко-беличке епархије. Његов наследник Наум, који је 900. год. подигао свој манастир на Охридском Језеру, истакао се пре тога својом књижевном иницијативом. У Деволу, Климентовом и његовом заслугом, створила се права школа словенске писмености и хришћанског образовања. Климент (+916.) преживео је Наума, који се пред крај живота повукао у свој манастир, где је и умро, 910. год. И Климент је умро у Охриду и сахрањен је у цркви Св. Пантелејмона.

### Унутрашња политика

#### Уздизање Лава на место савладара
Мада је Василије, из династичких разлога, још од 869. придружио Лава највишој власти, мада га је с највећом брижљивошћу васпитао за наследника царскога престола, он га ипак никад није волео, и поред тога подозривог, раздражљивог и строгог оца, живот младога човека изгледа да је био доста жалостан. Василије је очигледно више волео свога сина Константина, рођеног без сумње у његовом првом браку и у коме је са извесношћу признавао свога законитог потомка; према Лаву је напротив отворено показивао злу вољу, толико, кажу, да је примао најневероватније оптужбе против њега.
У колико је залазио у године, Василије је губио нешто од свога здравог разума којим се тако дуго одликовао: пуштао је да љубимци владају њиме, а поглавито неки игуман Теодор Сантаваренос, штићеник патријарха Фотија кога су савременици јако сумњичили да се бави мађијом и враџбинама. Прерана смрт његовог најмилијег сина Константина, сасвим је помутила јаки разум царев: неутешан због тога губитка, од тада је виђао око себе само сплетке и завере да га свргну. Кад је дакле Сантаваренос, одавна у завади с престолонаследником, потказао Лава василеусу да склапа завере против живога свога оца, Василије се даде без муке убедити најбезначајнијим спољним изгледом. На његову заповест, Лав буде затворен у једно одељење двора, црвене ципеле, знак царског достојанства бише му скинуте, и цар је, изгледа, озбиљно помишљао да дâ ослепити младога човека. У сваком случају дворски људи који су били осумњичени да иду на руку тобожњој завери били су осуђени на мучење или прогнани; три дуга месеца, Лав је држан у затвору, и да би му се вратила слобода, требало је енергично посредништво патријарха Фотија, а нарочито једног пријатеља Василијевог, Стилијана Зауцеса, који је тада командовао једним гардијским пуком, и који се усудио да са својим господарем говори са честитом и храбром искреношћу.
Исто тако сви великодостојници и цео Сенат, доста забринути за стање здравља Василијевог, сваки дан несигурнијег, саветовали су му да буде милостив. Неки хроничари чак поводом тога причају једну доста занимљиву анегдоту. У великој трпезарији Свете Палате, био је смештен један папагај у своме кавезу: животиња је имала обичај да виче:
Авај! авај! јадни Лав!
Једнога дана кад је "било велико примање, како је папагај понављао свој уобичајени узвик, многи гости, узбуђени сећајући се заточеника, нису могли да прикрију своју тугу. Најзад цар то спази и запита их шта им је. Гости одговорише:
Како можемо бити расположени за јело кад нам једна проста животиња изгледа пребацује за наше држање? Она зове свога господара, а зар ми можемо у задовољству да заборавимо нашег невиног царевића? Или је он крив, и ми смо онда готови да га осудимо; или није ништа учинио, и докле ће онда језик једнога клеветника бити моћнији од његове невиности?
Била та прича истинита или не, Василије се дао умолити; на дан празника пророка Илије, царевић буде ослобођен, повраћене му части и достојанства, и опет заузе место у царским литијама. Али стари василеус, иако је дао помиловање, није заборавио своје антипатије. Како је народ Лава при пролазу поздрављао и клицао:
Слава Богу!
Сада Василије викну:
То ви због мога сина славите Бога! Лепо! Њему ћете имати да захвалите што ћете познати многе жалости и проћи кроз тешке дане.
По тим појединостима види се да односи између цара и његовог сина нису били нимало нежни, и може се појмити да се Лав јако бојао тога осионог и страшног оца који га је без милости потчињавао својој вољи. Он се израна морао навићи на покорност.

#### Снаха Теофанија
Требало је да напуни шеснаест година кад Василије реши да га ожени. По обичају, искупише у једну дворану палате Магнаур дванаест младих девојака изабраних међу најлепшима у монархији. Чекајући долазак василеуса, те мале особе,. врло узбуђене, забављале су се тражећи да предскажу која ће међу њима бити срећна изабраница. Једна Атињанка која је, вели хроничар, „умела, благодарећи обичајима своје земље, да погоди будућност предсказивањима", предложи онда као игру ову чудну пробу. Требало је да све кандидаткиње седну на земљу и да свака метне пред себе своју обућу: она која се од свих дванаест, на дати знак, буде најбрже дигла, и, пошто се журно обује, буде најлепше поклонила, она ће зацело постати царица. Док су се оне забављале том игром, уђе цар. Прва која је била на ногама, била је нека Теофана, пореклом из једне славне патрицијске породице у престоници, Мартиначи; како је била из доброг племства, уз то врло лепа, и побожна, она се допаде Василију и његовој жени Евдокији: тако се остварило пророчанство које јој је предсказивало престо.. У свему томе Лава чак нису ни питали за мишљење. А десило се да је млади царевић волео на другој страни. Стилијан Зауцес, командант мале хетерије, велики пријатељ василеусов чији је земљак био, имао је кћер, Зоју. Лав се врло био занео њоме, и хтео је да је узме. Али Василије није водио рачуна о томе: он заповеди и, из страха, његов син послуша. И са великом парадом, у зиму 881.—882, он се ожени Теофаном.
При свем том, докле год је живео страшни Василије, постојала је привидна слога између супружника. Али кад је Лав био цар и слободан, ствари су се доста нагло погоршале.

## Смрт
Дана 29. августа 886, цар Василије I умре изненада од последица једног доста чудноватог несрећног случаја који му се десио у лову. Једнога дана кад је изишао у околину престонице, ради своје омиљене забаве, био се одвојио од свога друштва и дао се у трк за једним великим јеленом; одједном, животиња притерана у теснац, окрете се, јуриши сагнуте главе на василеусова коња, и како је случајно заплео рогове у владаочев појас, он подиже на врх рогова несрећнога цара. Кад је коњ, избезумљен, стигао ловце без свога јахача, то произведе у свити дворана силно узбуђење; оно постаде још јаче кад из далека спазише јелена где носи цара у лудом трку. Узалуд су покушавали да ухвате животињу: сваки пут кад је изгледало да су јој се мало приближили, она би једним наглим полетом одјурила даље. Најпосле, неколицини гардијских војника пође за руком да вештим заобилажењем пресеку јелену одступницу, и један од њих, стигавши животињу, успе да мачем пресече појас владаоцу. Василије паде на земљу, онесвешћен; однеше га у Свету Палату у доста жалосном стању. Осим тога, њему је било близу седамдесет и четири године, и већ од неколико месеци здравље му је било озбиљно поремећено. Под таквим околностима, случај чија је жртва он био, — јелен га је носио по простору од шеснаест миља — постајао је нарочито озбиљан. Појавише се унутрашњи поремећаји, и после осам дана, оснивач Дома Македонског умре, оставивши власт своме најстаријем сину, Лаву.